# Amazon S3
Amazon S3 o Amazon Simple Storage Service es un servicio ofrecido por Amazon Web Services (AWS) que proporciona almacenamiento de objetos a través de una interfaz de servicio web. Amazon S3 utiliza la misma infraestructura de almacenamiento escalable que utiliza Amazon.com para ejecutar su red de comercio electrónico. Amazon S3 puede almacenar cualquier tipo de objeto, lo que permite usos como almacenamiento para aplicaciones de Internet, copias de seguridad, recuperación ante desastres, archivos de datos, lagos de datos para análisis y almacenamiento en la nube híbrida.
AWS lanzó Amazon S3 en los Estados Unidos el 14 de marzo de 2006, luego en Europa en noviembre de 2007.

## Diseño
Amazon S3 administra datos con una arquitectura de almacenamiento de objetos cuyo objetivo es proporcionar escalabilidad, alta disponibilidad y baja latencia con alta durabilidad.
Las unidades de almacenamiento básicas de Amazon S3 son objetos que se organizan en cubos (buckets). Cada objeto se identifica mediante una clave única asignada por el usuario. Los cubos se pueden administrar mediante la consola proporcionada por Amazon S3, mediante programación con el SDK de AWS o la interfaz de programación de aplicaciones REST. Los objetos pueden tener un tamaño de hasta cinco terabytes.
Las solicitudes se autorizan mediante una lista de control de acceso asociada con cada depósito de objetos y admiten el control de versiones que está deshabilitado de forma predeterminada. Dado que los cubos suelen tener el tamaño de un montaje de sistema de archivos completo en otros sistemas, este esquema de control de acceso es muy grueso. En otras palabras, los controles de acceso únicos no se pueden asociar con archivos individuales. 
Amazon S3 se puede utilizar para reemplazar la infraestructura de alojamiento web estático con objetos accesibles al cliente HTTP. El mecanismo de autenticación de Amazon AWS permite la creación de URL autenticadas, válidas durante un período de tiempo específico.
Cada elemento en un cubo (bucket) también se puede servir como fuente de BitTorrent. La tienda de Amazon S3 puede actuar como host inicial para un torrent y cualquier cliente de BitTorrent puede recuperar el archivo. Esto puede reducir drásticamente el costo del ancho de banda para la descarga de objetos populares. Se puede configurar un depósito para guardar información de registro HTTP en un depósito hermano; esto se puede utilizar en operaciones de minería de datos.
Hay varios sistemas de archivos basados en el sistema de archivos en modo de usuario (FUSE) para sistemas operativos similares a Unix (por ejemplo, Linux) que se pueden usar para montar un depósito S3 como un sistema de archivos. La semántica del sistema de archivos de Amazon S3 no es la de un sistema de archivos POSIX, por lo que es posible que el sistema de archivos no se comporte completamente como se esperaba.
Amazon S3 ofrece la opción de alojar sitios web HTML estáticos con soporte para documentos de índice y soporte para documentos de error.

## Clases de almacenamiento de Amazon S3
Amazon S3 ofrece ocho clases de almacenamiento diferentes con diferentes niveles de durabilidad, disponibilidad y requisitos de rendimiento.
- Amazon S3 Standard es el valor predeterminado. Es un almacenamiento de propósito general para datos de acceso frecuente.
- Amazon S3 Standard-Infrequent Access (Standard-IA) está diseñado para datos a los que se accede con menos frecuencia, como copias de seguridad y datos de recuperación ante desastres.
- Amazon S3 One Zone-Infrequent Access (One Zone-IA) funciona como Standard-IA, pero almacena datos solo en una zona de disponibilidad.
- Amazon S3 Intelligent-Tiering mueve objetos automáticamente a una clase de almacenamiento más rentable.
- Amazon S3 en Outposts brinda almacenamiento a instalaciones no alojadas por Amazon.
- Amazon S3 Glacier Instant Retrieval es un almacenamiento de bajo costo para datos a los que rara vez se accede, pero que aún requiere una recuperación rápida.
- Amazon S3 Glacier Flexible Retrieval también es una opción de bajo costo para datos de larga duración; ofrece 3 velocidades de recuperación, que van desde minutos hasta horas.
- Amazon S3 Glacier Deep Archive es otra opción de bajo costo.[7]

Las clases de almacenamiento de Amazon S3 Glacier anteriores son distintas de Amazon Glacier, que es un producto independiente con sus propias API.

## Límites de tamaño de archivo
Un objeto en S3 puede tener entre 1 byte y 5 TB. Si un objeto tiene más de 5 TB, debe dividirse en partes antes de cargarlo. Al cargar, Amazon S3 permite un máximo de 5 GB en una sola operación de carga; por lo tanto, los objetos de más de 5 GB deben cargarse a través de la API de carga multiparte de S3.

## Usuarios notables
- El servicio de alojamiento de fotografías SmugMug ha utilizado Amazon S3 desde abril de 2006. Experimentaron una serie de interrupciones y ralentizaciones iniciales, pero después de un año lo describieron como "considerablemente más confiable que nuestro propio almacenamiento interno" y afirmaron haber ahorrado casi $1 millón en costos de almacenamiento.[9]
- Netflix utiliza Amazon S3 como su sistema de registro. Netflix implementó una herramienta, S3mper,[10] para abordar las limitaciones de consistencia eventual de Amazon S3. S3mper almacena los metadatos del sistema de archivos: nombres de archivos, estructura de directorios y permisos en Amazon DynamoDB.[11]
- Reddit está alojado en Amazon S3.
- Bitcasa,[12] y Tahoe-LAFS -on-S3,[13] entre otros, utilizan Amazon S3 para los servicios de copia de seguridad y sincronización en línea. En 2016, Dropbox dejó de usar los servicios de Amazon S3 y desarrolló su propio servidor en la nube.[14]
- Tumblr, Formspring y Pinterest alojan imágenes en Amazon S3.
- El CEO de Swiftype ha mencionado que la empresa utiliza Amazon S3.[15]
- Algunas empresas utilizaron Amazon S3 como una solución de archivo a largo plazo hasta que se lanzó Amazon Glacier en agosto de 2012. [cita requerida]

## API de S3 y servicios de la competencia
La amplia adopción de Amazon S3 y las herramientas relacionadas ha dado lugar a servicios competitivos basados en la API de S3. Estos servicios utilizan la interfaz de programación estándar, pero se diferencian por sus tecnologías y modelos comerciales subyacentes. Una interfaz estándar permite una mejor competencia de los proveedores rivales y permite economías de escala en la implementación, entre otros beneficios.

## Historia

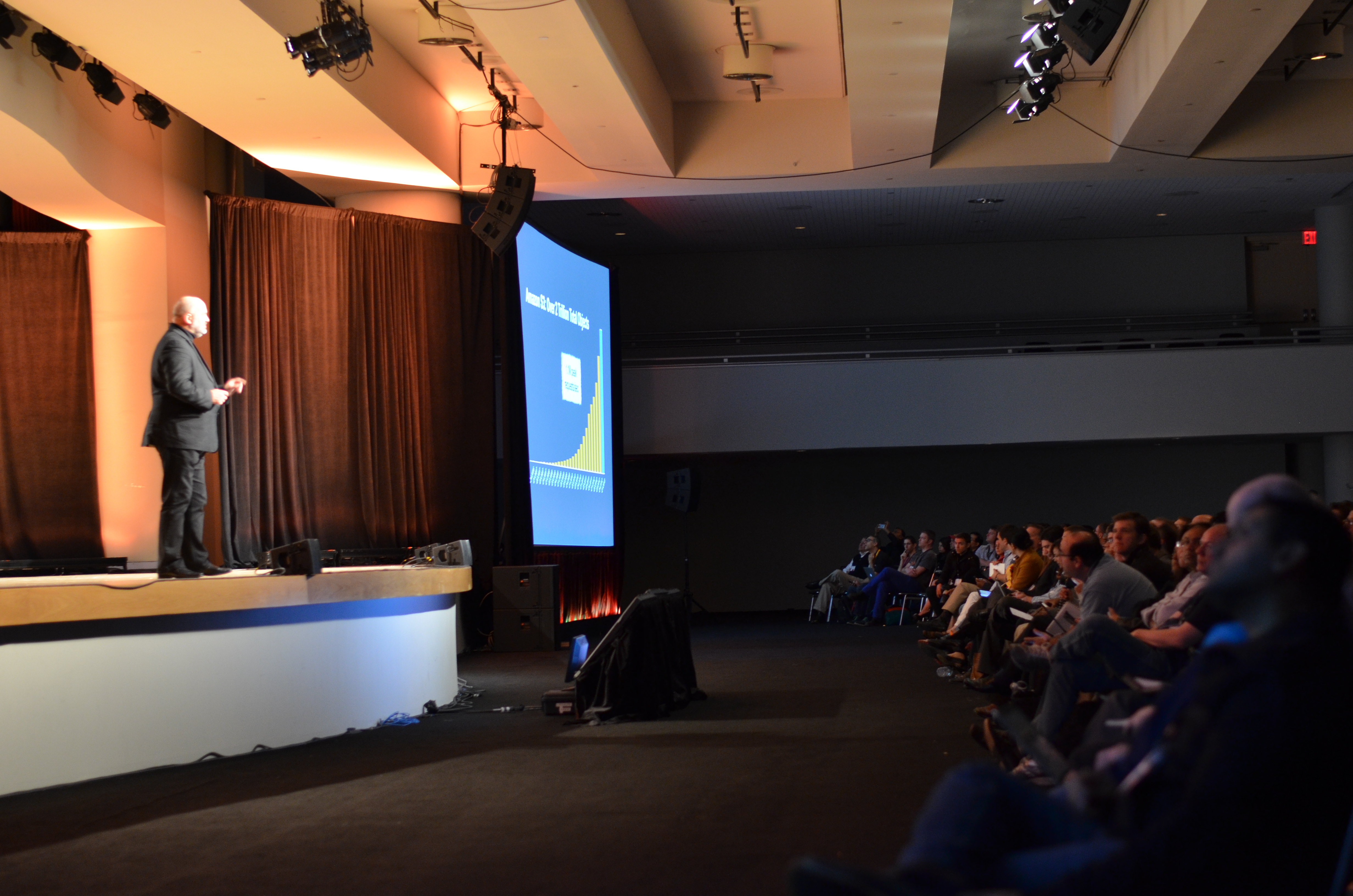
En AWS Summit 2013 NYC, el CTO Werner Vogels anuncia 2 billones de objetos almacenados en S3.

Amazon Web Services presentó Amazon S3 en 2006.  Amazon informó que almacenó más de 100 billones de objetos para marzo del 2021, de 10 mil millones de objetos en octubre de 2007, 14 mil millones de objetos en enero de 2008, 29 mil millones de objetos en octubre de 2008, 52 mil millones de objetos en marzo de 2009, 64 mil millones de objetos en agosto de 2009, 102 mil millones de objetos en marzo de 2010, y 2 billones de objetos en abril de 2013. En noviembre de 2017, AWS agregó capacidades de cifrado predeterminadas a nivel de depósito.